# Saint-Aubin (Aisne)
Saint-Aubin település Franciaországban, Aisne megyében. Lakosainak száma 279 fő (2022. január 1.). Saint-Aubin Blérancourt, Saint-Paul-aux-Bois, Selens, Trosly-Loire és Vassens községekkel határos.

## Népesség
A település népessége az elmúlt években az alábbi módon változott:
| Lakosok száma | 270  | 251  | 239  | 315  | 319  | 302  | 291  | 287  | 283  | 279  |
|               | 1968 | 1982 | 1990 | 2006 | 2013 | 2015 | 2017 | 2019 | 2020 | 2022 |